# Idiogaryops paludis
Espèce
Synonymes
- Sternophorus paludis Chamberlin, 1932

Idiogaryops paludis est une espèce de pseudoscorpions de la famille des Sternophoridae.

## Distribution
Cette espèce se rencontre aux États-Unis, aux Îles Vierges des États-Unis, et à Porto Rico.

## Description
Le mâle holotype mesure 1,7 mm et la femelle paratype 2,0 mm.

## Systématique et taxinomie
Cette espèce a été décrite sous le protonyme Sternophorus paludis par Chamberlin en 1932. Elle est placée dans le genre Idiogaryops par Hoff en 1963.

## Publication originale
- Chamberlin, 1932 : On some false scorpions of the superfamily Cheiridioidea (Arachnida - Chelonethida). Pan-Pacific Entomologist, vol. 8, p. 137-144 (texte intégral).